# Tragzahl
Die Tragzahl ist ein Maß für die Kraft oder Last, die ein Maschinenelement aufnimmt, bevor es bei Dauerbelastung bleibenden Schaden erleidet.

## Verwendung
Die Tragzahl ist ein wichtiger Parameter bei der Berechnung für die Lebensdauer von Maschinenelementen mit einer standardisierten Näherungsformel. Sie ist in der Regel, wie z. B. bei Wälzlagern, vom Hersteller als Kenngröße des Maschinenelements angegeben. Die von einer vorgegebenen Tragzahl ausgehende Berechnung erlaubt eine Aussage über die wahrscheinliche Lebensdauer des eingesetzten Maschinenelements.
Im Entwurf neuer Baugruppen wird umgekehrt für passende Maschinenelemente aus einer vorgegebenen Lebensdauer gemäß Pflichtenheft die nötige Tragzahl ermittelt und ein entsprechendes Bauteil gesucht beziehungsweise ein Konstruktionsentwurf auf seine Realisierbarkeit überprüft.

## Tragzahlen und Einheiten
Man unterscheidet grundsätzlich zwischen der statischen Tragzahl {\displaystyle C_{0}} und der dynamischen Tragzahl {\displaystyle C}. Die Einheit dieser Tragzahlen ist bei Lagern Newton, bei den meisten Führungen ebenso. Eine Ausnahme besteht bei Teleskopschienenführungen, deren Tragzahlen in Kilogramm angegeben werden.

## Statische Tragzahl
Die statische Tragzahl {\displaystyle C_{0}} ist eine Kenngröße zur Auslegung von Wälzlagern oder Wälzführungen, z. B. im Maschinenbau. Sie bezieht sich auf das ruhende Maschinenelement, d. h. ein ruhendes Lager oder eine ruhende Führung.

### Bei Wälzlagern, Wälzführungen, Kugelgewindetrieben und Rollengewindetrieben
Bei Wälzlagern ist dies diejenige Belastungsgrenze eines Werkstoffes, die eine bleibende Verformung – als Summe der Verformung beider sich berührender Körper – vom 0,0001-fachen (0,01 %) des Wälzkörperdurchmessers verursacht. Bei Überschreitung der Belastung über die statische Tragzahl wird die Funktion, der Lärmpegel und die Genauigkeit einer Lagerung nachteilig beeinflusst.

### Bei anderen Maschinenelementen
Auch bei anderen Maschinenelementen wie beispielsweise bei Wellenmuttern oder Gleitgewindespindeln geben einige Hersteller eine Tragzahl an. Hierbei handelt es sich in der Regel um die Maximalbelastung, die das Bauteil aufnehmen kann.

## Dynamische Tragzahl
Auch die dynamische Tragzahl {\displaystyle C} ist eine Kenngröße zur Auslegung von Wälzlagern oder Wälzführungen, diese bezieht sich jedoch auf das rotierende Lager oder die linear verfahrende Führung, also auf ein sich bewegendes Maschinenelement.

### Bei Wälzlagern
Die äquivalente Lagerbelastung, bei der die Überlebenswahrscheinlichkeit eines Lagers nach einer Million Umdrehungen 90 % beträgt.

### Bei Kugelgewindetrieben und Rollengewindetrieben
Die Axialkraft, bei der die Überlebenswahrscheinlichkeit eines Kugel- oder Rollengewindetriebs nach einer Million Umdrehungen 90 % beträgt.

### Bei Wälzführungen
Die äquivalente Belastung, bei der die Überlebenswahrscheinlichkeit einer Wälzführung nach 100.000 m Verfahrweg 90 % beträgt.